# Waelder
Waelder è un centro abitato degli Stati Uniti d'America situato nella contea di Gonzales dello Stato del Texas.
La popolazione era di 1.065 persone al censimento del 2010.

## Geografia fisica
Waelder è situata a 29°41′37″N 97°17′54″W (29.693658, -97.298288).
Secondo lo United States Census Bureau, ha un'area totale di 1,3 miglia quadrate (3,4 km²), di cui lo 0,78% d'acqua.

## Società

### Evoluzione demografica
Secondo il censimento del 2010 c'erano 1065 persone, 362 nuclei familiari e 255 famiglie residenti nella città. La densità di popolazione era di 819,2 persone per miglio quadrato (322,7/km²). C'erano 443 unità abitative a una densità media di 322.9/mi² (124,6/km²). La composizione etnica della città era formata dal 50,2% di bianchi, il 13,3% di afroamericani, l'1,2% di nativi americani, il 33,2% di altre razze, e il 2,0% di due o più etnie. Ispanici o latinos di qualunque razza erano il 77,6% della popolazione.
C'erano 362 nuclei familiari di cui il 30,4% aveva figli di età inferiore ai 18 anni, il 41,4% erano coppie sposate conviventi, il 19,1% aveva un capofamiglia femmina senza marito, e il 29,6% erano non-famiglie. Il 22,7% di tutti i nuclei familiari erano individuali living alone e l'8,9% erano individuali 65 anni o più living alone. Il numero di componenti medio di un nucleo familiare era di 2,94 e quello di una famiglia era di 3,4.
La popolazione era composta dal 26,9% di persone sotto i 18 anni, l'11,8% di persone dai 18 ai 24 anni, il 32,5% di 25 to 49, il 19,4% di 50 to 64, e il 9,4% di persone di 65 anni o più. L'età media era di 33.9 anni. Per ogni 100 femmine c'erano 110,5 maschi. Per ogni 100 femmine dai 18 anni in giù, c'erano 120,1 maschi.
Il reddito medio di un nucleo familiare era di 24.152 dollari, e quello di una famiglia era di 39.792 dollari. Il reddito pro capite era di 11.417 dollari Full-time, year-round working maschi had a median income of 28.487 dollari versus 15.969 dollari for full-time, year-round working females. Circa il 13,4% delle famiglie e il 23,7% della popolazione erano sotto la soglia di povertà, incluso il 25,2% di persone sotto i 18 anni e il 36,9% di persone di 65 anni o più.
Due giornali, The Gonzales Inquirer e The Gonzales Cannon, forniscono una copertura di notizie locali a Waelder.